# Sophie von Scherer
Sophie von Scherer (Viena, 5 de febrero de 1817-Graz, 29 de mayo de 1876) fue una escritora austriaca.

## Biografía
Sophie von Scherer nació en Viena, siendo hija del maestro carpintero Johann Gottlieb Sockl, que también se distinguió como inventor, y de Sophie Sockl, de soltera Shurer von Waldheim. Entre sus hermanos estaba el pintor y fotógrafo Theodor Sockl. Católica convencida, en su juventud se dedicó a la pintura, dedicándose más tarde a la escritura.En 1848, tras su matrimonio con el funcionario Anton von Scherer, se publicó su obra educativa para mujeres en tres volúmenes. Una novedad para un tema así fue que se escribió en forma de novela epistolar. El objetivo era dar a las mujeres de las clases más acomodadas instrucciones prácticas para criar a los hijos, así como también explicar el lugar de la mujer en la familia y en la sociedad, especialmente como esposa y madre.
Sophie von Scherer abogó por reformas sociales inteligentes, como el seguro de vejez, las guarderías, la protección a la juventud y las ayudas para mantener a los hijos, especialmente para el personal de servicio y las familias socialmente débiles. Rechazó los objetivos de la revolución de 1848 pero se benefició de la libertad de prensa conquistada en 1848.
También expresó sus exigencias de reformas eclesiásticas, como la abolición del celibato y la introducción de la misa en alemán, en una carta dirigida a la Conferencia Episcopal de Wurzburgo en 1848. En ella, criticaba a los católicos alemanes de religión libre, lo que la Conferencia Episcopal dejó sin respuesta pero provocó una disputa pública entre hermanos. Sus críticas fueron contestadas por su hermano, el pintor vienés Theodor Sockl, cercano a los católicos alemanes, en una carta pública. La respuesta de Sophie von Scherer, también publicada, fue una defensa de su fe católica. Sería su última publicación. 
Sophie von Scherer fue la madre del canonista de Graz y Viena Rudolf von Scherer.
Está enterrada en el cementerio de San Leonardo de Graz.

## Importancia de su obra
Sophie von Scherer es considerada una mujer que se adelantó a su tiempo y que propagó con énfasis la idea de la seguridad social estatal y la ayuda familiar mucho antes de que se introdujera realmente.

## Obras
- Bildungs- und Erziehungs-Werk. Erfahrungen aus dem Frauenleben zum Selbststudium für Frauen, Mütter, Töchter. Gratz, 1848
- Ferner: Zwei offene Sendschreiben zu Fragen der katholischen Kirchenreform: